# Tupolev Tu-4
O Tupolev Tu-4 (Designação NATO: Bull) foi um bombardeiro estratégico soviético a pistão que serviu a Força Aérea Soviética do final da década de 1940 a meados de 1960. Era uma cópia de engenharia reversa do norte-americano Boeing B-29 Superfortress.

## Histórico operacional
Um total de 847 Tu-4 haviam sido construídos quando a produção foi encerrada em 1952, alguns indo para a China no final da década de 1950. Muitas versões experimentais foram construídas e a valiosa experiência deu início ao programa de bombardeiro estratégico soviético. Os Tu-4 foram aposentados na década de 1960, sendo substituídos por aeronaves mais avançadas como o bombardeiro a jato Tupolev Tu-16 (iniciando em 1954) e o bombardeiro turboélice Tupolev Tu-95 (iniciando em 1956). Ao início da década de 1960, os únicos Tu-4 ainda operados pelos soviéticos eram utilizados para transporte ou como laboratório em voo.
O Tu-4A foi a primeira aeronave soviética a soltar uma bomba nuclear, a RDS-1.

## Versões
Tu-4versão principal de produção, designado originalmente B-4
Versões do Tu-4 sem designação específica
Tu-4 - SIGINT e Medidas de ataque eletrônico
Tu-4 - aeronave que carregava o DFS 346A.(Nota:outros protótipos do DFS346 eram carregados por um dos Boeing B-29 Superfortress capturados durante a guerra).
Tu-4 - aeronave para carregar um caça de escolta (Project Burlaki)
Tu-4 - carregador de drone alvo convertido a partir de bombardeiros já aposentados.
Tu-4 - transportador de combustível
Tu-4 - teste de sistemas de reabastecimento aéreo (quatro sistemas diferentes foram testados)
Tu-4 - aeronave para reconhecimento de níveis de radiação
Tu-4 - aeronave de comunicações
Tu-4Abombardeiro capaz de transportar armas nucleares para testar as bombas soviéticas RDS-1, RDS-3 e RDS-5. O Tu-4 padrão não era capaz de carregar estas armas.
Tu-4Dtransporte de tropas (300 aeronaves convertidas). Also known as Tu-76.
Tu-4K/KSversão anti-navio, armado com mísseis KS-1 Komet carregados entre os motores sob a asa.
Tu-4LLaeronave para teste dos motores a jato Mikulin AM-3, além dos turboélices Ivchenko AI-20, Kuznetsov NK-4 e Kuznetsov 2TV-2F, do motor radial Dobrynin VD-3K e das hélices contra-rotativas AV-28.
Tu-4NMaeronave para lançamento de drone equipada com um Lavochkin La-17 sob a asa
Tu-4Raeronave de longo alcance para reconhecimento.
Tu-4Ttransporte de paraquedistas (apenas uma aeronave)
Tu-4TRZhKaeronave para transporte de oxigênio líquido.
Tu-4UShSaeronave para treinamento de navegação.
ShR-1base de testes para o Myasishchev M-4 e desenvolvimento de um novo tipo de trem de pouso.
UR-1/-2base de testes para os controles do Myasishchev M-4.
Tu-4 AWACSProtócipo chinês KJ-1 AEWC, com um radar "AWACS" e motorizado com motores turboéloce Ivchenko AI-20K. Duas aeronaves convertidas permitiam que os chineses monitorassem os testes de armas nucleares norte-americanas no Oceano Pacífico.
Tu-70Avião comercial derivado, não produzido em massa.
Tu-75Avião cargueiro derivado, não produzido em massa.
Tu-79Tu-4 motorizado com motores M-49TK.
Tu-80Bombardeiro de longo alcance derivado, não produzido em massa.
Tu-85Bombardeiro de longo alcance derivado, não produzido em massa.
Tu-94Tu-4 motorizado com motores turboélice Kuznetsov TV-2.

## Operadores
União Soviética
- Força Aérea Soviética

A Força Aérea Soviética operou 847 bombardeiros Tu-4 entre 1948 e cerca de 1960. Eram utilizados inicialmente como bombardeiros de longo alcance. Em 1954, os soviéticos iniciaram a aposentadoria dos Tu-4; algumas unidades receberam os Tupolev Tu-16 e, iniciando em 1956, os bombardeiros Tupolev Tu-95. Os Tu-4 retirados da linha de frente eram utilizados para transporte.
 China
- Força Aérea do Exército de Libertação Popular

Em 28 de Fevereiro de 1953, Joseph Stalin deu à China dez bombardeiros Tu-4. Estes Tu-4 foram reequipados com os motores turboélice AI-20K em 1966. O último Tu-4 foi aposentado em 1988.
Em 1967 a China tentou desenvolver sua primeira aeronave de Sistema Aéreo de Alerta e Controle, baseado no Tu-4. O projeto recebeu o nome de KJ-1 e foi instalado um radar Type 843 na parte superior da aeronave. Entretanto, o radar e os equipamentos eram muito pesados, e o KJ-1 não atingiu os requisitos da FAELP. O projeto foi cancelado em 1971. O único protótipo está agora em exibição no museu da FAELP ao norte de Pequim.

## Sobreviventes

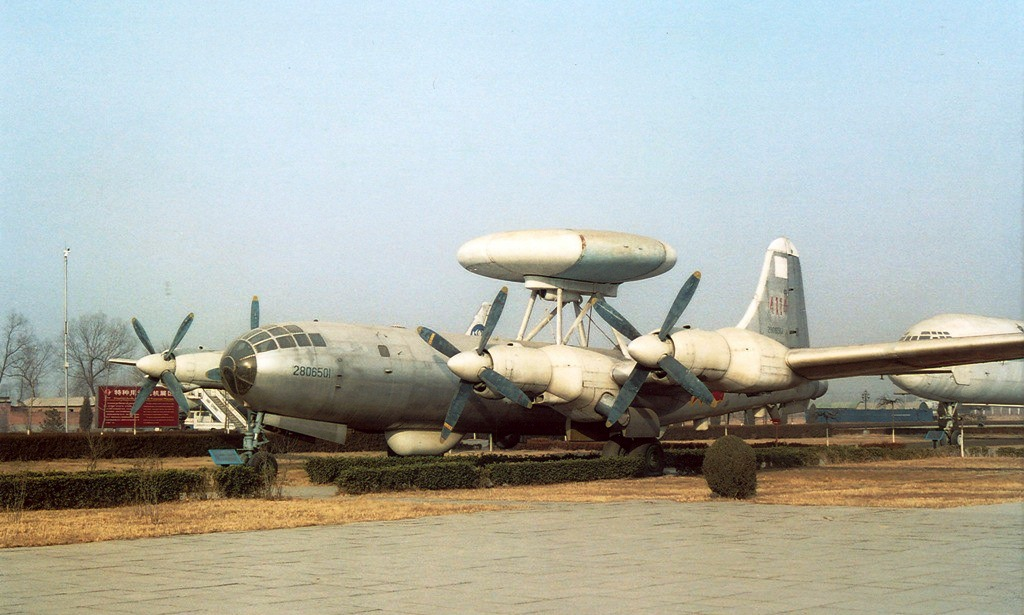
Museu da Aviação Chinesa, KJ-1.

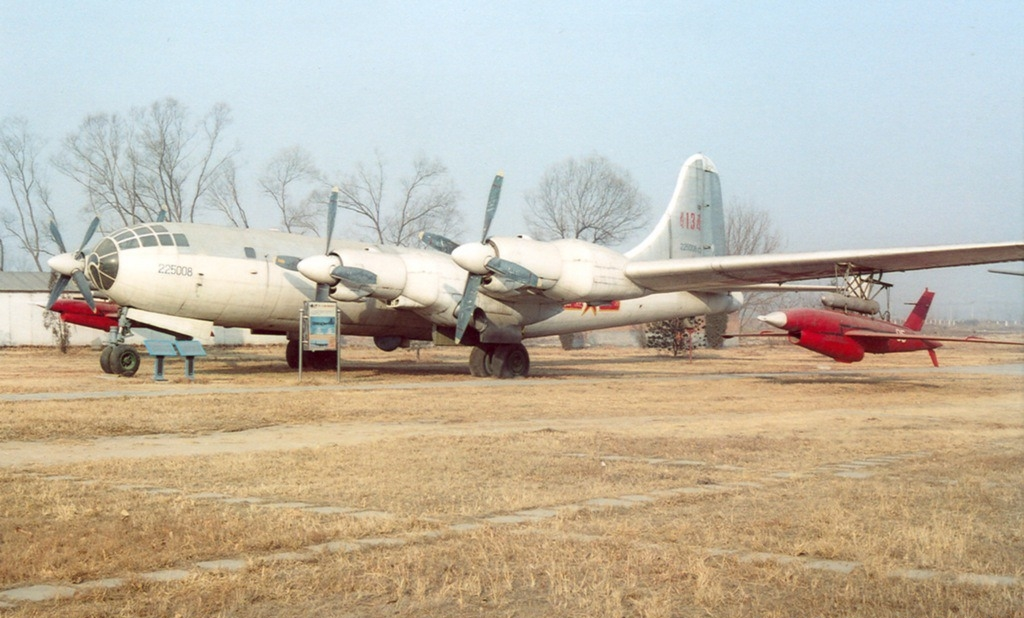
Museu da Aviação Chinesa, Tupolev Tu-4.

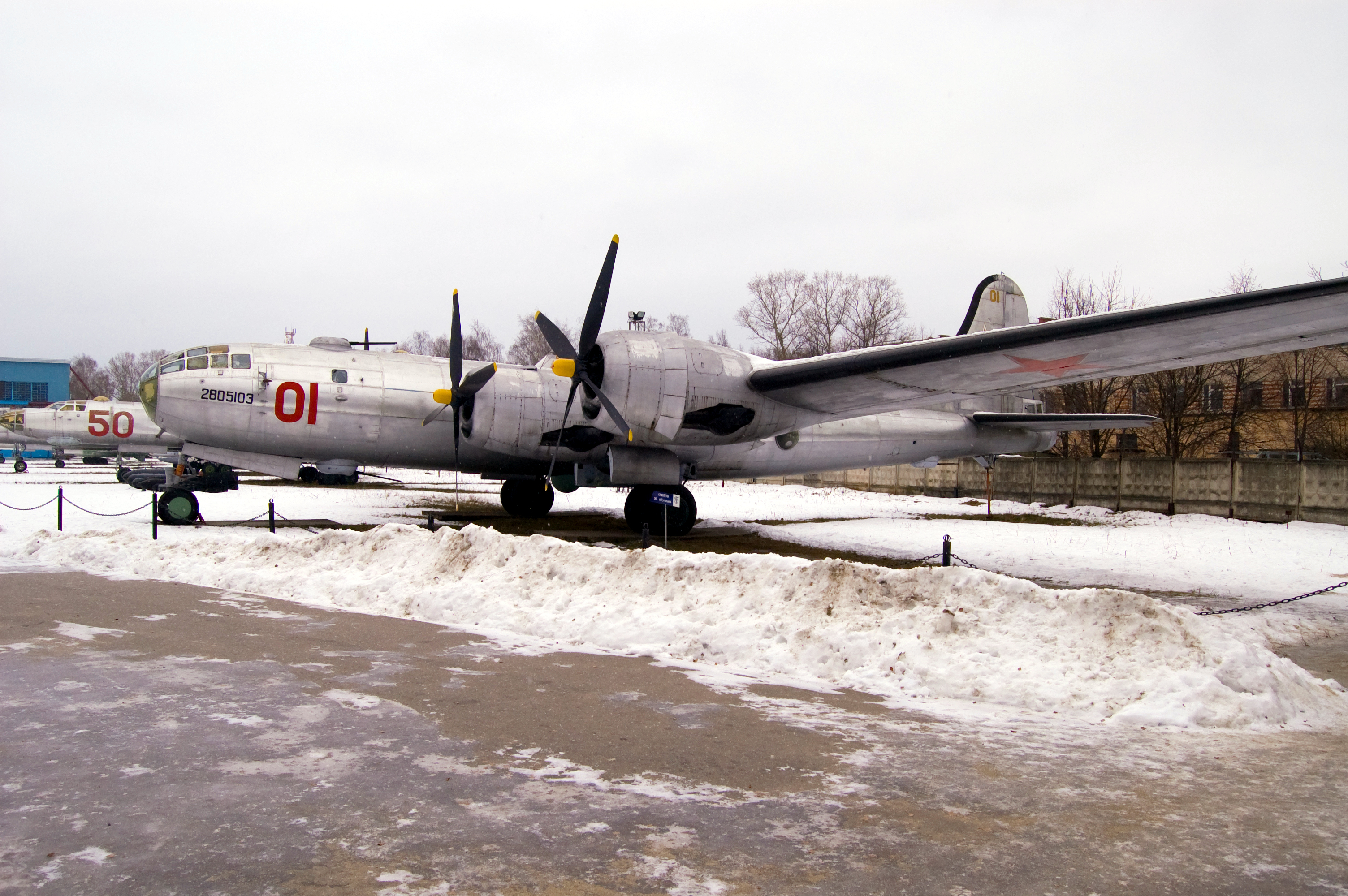
Tupolev Tu-4 em Monino

Tu-4 4114 (c/n 2805601), ex-KJ-1 AEWC, "4114"
Em Datangshan, China 
Tu-4 4134 (c/n 2205008), "4134"
Em Datangshan, China 
Tu-4 desconhecido (c/n 2805103), "01"
No Museu Central da Força Aérea, Rússia 